# Membracis fonsecai
Membracis fonsecai är en insektsart som beskrevs av Albino Morimasa Sakakibara 1992. Membracis fonsecai ingår i släktet Membracis och familjen hornstritar. Inga underarter finns listade i Catalogue of Life.